# Theodelinde

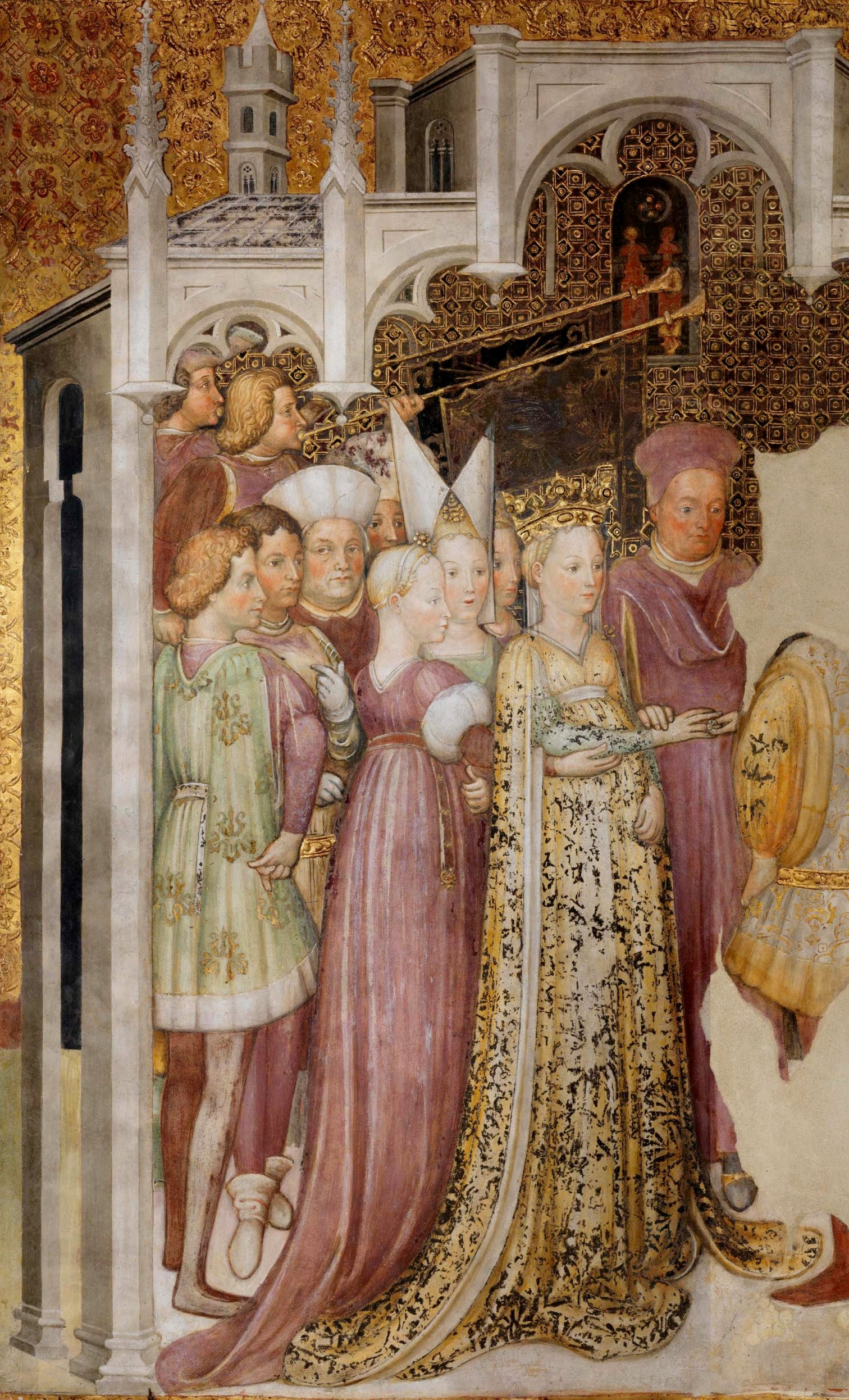
Theodelinde
(1444), fresco (detail) van Zavattari, Kapel van Theodelinde (Monza)

Theodelinde (ca. 570 - Monza, 22 januari 627), koningin van de Longobarden, was een dochter van hertog Garibald I van Beieren.
Rond haar achttiende trad zij in 589 in het huwelijk met Authari, koning van de Longobarden en de zoon van koning Cleph. Authari stierf al in 590. Het werd Theodelinde toegestaan om Agilulf in 591 als haar volgende echtgenoot en als opvolger van  Authari te kiezen. Theodelinde oefende in de decennia daarna veel invloed uit om het Niceense christendom in Italië weer de overhand te laten krijgen ten opzichte van het rivaliserende ariaanse christendom.
Na de bekering van Agilulf tot het katholieke geloof startte Theodelinde met de bouw van kerken in Lombardije en Toscane, die ze aan Johannes de Doper wijdde. Hieronder waren de kathedraal van Monza en het eerste baptisterium (doopkapel) in Florence.

## IJzeren Kroon
De beroemde kerkschat van Monza bevat de IJzeren Kroon van Lombardije en de theca persica, met daarin een tekst uit het Evangelie van Johannes, dat door paus Gregorius I (590-604) aan haar werd gezonden voor haar zoon Adoald. Een ander geschenk van deze paus aan de Lombardische koningin was een kruisvormig encolpion (reliekenhangertje) met daarin een relikwie van het Heilig Kruis.
De geschiedenis van de koningin en haar band met de beroemde IJzeren Kroon van Lombardije zijn overgeleverd in de fresco's in de Theodelinde-kapel in de kathedraal van Monza, een werk van Ambrogio en Gregorio Zavattari (1444).

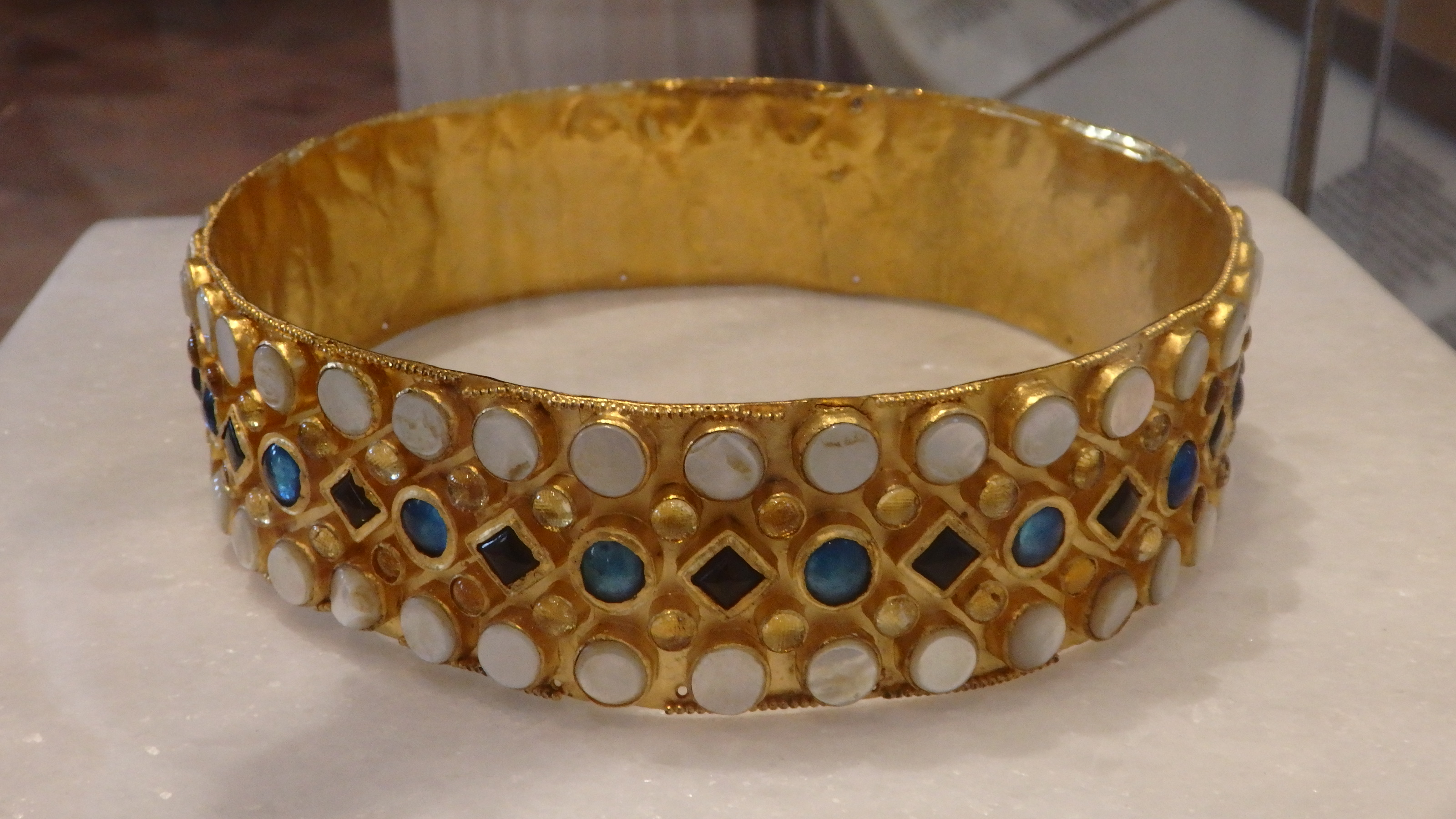
Kroon van Theodelinde
Museo e tesoro del duomo di Monza